# 박진도
박진도(본명: 박정준, 1963년 6월 12일 ~ )은 대한민국의 가수이자 전 권투선수이다.
노래 "유리벽 사랑"과 "야간열차", "똑똑한 여자"로 유명한 가수이다.

## 이력
가수 이전에는 권투선수로 활약하기도 했으며 권투선수 시절에는 신인왕전으로 이름을 날리기도 했다.
1998년 1집 앨범 "사십대 부르스"를 발표하여 노래 "고향가는 유람선"으로 처음 데뷔하였으며
이후 많은 히트곡을 발표하면서 인기 가수로 성장했다.
특히 앨범 "얼레리 꼴레리"에서 많은 히트곡을 발표했는데, 그의 최고 히트곡인 "똑똑한 여자","야간열차"범에서 발표되었다.

## 데뷔
- 1998년 1집 앨범 [40대 부르스]

## 대표곡
- 40대 부르스
- 야간열차
- 똑똑한 여자
- 유리벽 사랑
- 통일열차
- 바람아 구름아
- 아파도
- 지지고 볶고 살자(Duet. 박진도, 민지)
- 섬진강
- 배신자
- 얼레리 꼴레리

## 수상
- 2014년 제20회 대한민국 연예예술상 성인가요 가수상
- 2012년 제19회 대한민국 연예예술상 올해의 10대 가수상

## 같이 보기
- 대한가수협회